# ブラキヒオプス
ブラキヒオプス（学名:Brachyhyops）は、新生代古第三紀始新世に北アメリカ西部およびアジア南東部（モンゴル・中華人民共和国・カザフスタン）に生息していた、鯨偶蹄目エンテロドン科の絶滅した属。最初の化石はアメリカ合衆国ワイオミング州中央の Beaver Divide の始新世にあたる堆積物から記録されており、カーネギー自然史博物館の古生物学チームが20世紀初頭に発見した。模式種であるブラキヒオプス・ワイオミンゲンシスは1つの頭骨に基づいて1937年にE・H・コルバートが命名し、公式には1938年に記載された。20世紀後半に北アメリカから追加の標本が発見され、カナダサスカチュワン州やアメリカ合衆国テキサス州で記録されている。これはブラキヒオプスが北アメリカ西部に幅広く拡散・分布していたことを示唆している。
モンゴルの堆積物からはブラキヒオプスの第2の種であるブラキヒオプス・トロフィモヴィが発見された。ブラキヒオプスの最古の標本は始新世中期のアジア南方のものである一方、始新世後期の標本はユーラシア大陸北部のみに分布している。このことから、ブラキヒオプスはアジア南方を起源に持ち、北へ移動して北西アメリカまで拡散した可能性が高い。

## 発見と化石分布
1934年にカーネギー自然史博物館の古生物学調査チームのメンバーがワイオミング州 White River 層の砂岩からブラキヒオプス・ワイオミンゲンシスのホロタイプ CM 12048 を発見し、この標本は保存状態は良いものの酷く変形した頭骨で、頭骨以外の体骨格や下顎骨を欠いている。最初の発見以降、北アメリカとアジアでブラキヒオプスの部分的な標本が複数発見されており、4種が確認されている。2種が北アメリカ、2種がアジアに由来し、モンゴルからブラキヒオプス・トロフィモヴィ、中国江蘇省からブラキヒオプス・モンゴリエンシス、カナダサカチュワン州とアメリカ合衆国ニューメキシコ州からブラキヒオプス・ヴィネンシス、アメリカ合衆国ワイオミング州・ユタ州・テキサス州からブラキヒオプス・ワイオミンゲンシスが発見されている。
アジア南部と北部のブラキヒオプスの標本に層序的な重複が見られないという事実は、始新世前期・中期にブラキヒオプスがアジア南部で出現し、アジア北部へ拡散したことを示唆している。始新世後期にはベーリング地峡が長期にわたって存在しており、ブラキヒオプスは始新世後期の間に北アメリカ西部まで分布を拡大した。

### アジア
ブラキヒオプスとされている最古の化石は始新世前期から後期にあたるもので、カザフスタンから発見された1つの標本を含めて主に中国・モンゴルから6つの標本が発見されている。種は不明ながらブラキヒオプスの化石が始新世中期にあたる中国南部の雲南省北西部の湘山層から2つ発見されている。アジアの北部からは始新世前期から中期にあたるブラキヒオプスの化石は発見されておらず、代わりに残る4つは比較的新しい始新世後期にあたる地層から発見されている。その4つを以下に箇条書きで示す。
- モンゴル南東部 Khoer Dzan 地方 Ergilin Dzo 層

始新世後期。ブラキヒオプス・トロフィモヴィと種不明のブラキヒオプスの標本。
- 中国北部 Ulan Gochu 層

始新世後期。ブラキヒオプス・ネイモンゴリエンシス。
- カザフスタン東部

始新世後期。当初は種不明のエオエンテロドンとして分類されたが、1998年に鍔本武久らがブラキヒオプスに再分類した 。

### 北アメリカ
ブラキヒオプスは北アメリカに生息していた最古のエンテロドン科の動物であり、始新世後期バートニアンからプリアボニアンにあたる堆積層から化石が出土している。地理的な範囲は北アメリカの西部に限定されており、カナダのサカチュワン州からアメリカ合衆国テキサス州ビッグベンドにかけて9ヶ所から発見されている。
- カナダサスカチュワン州 Cypress Hills 層

約3700万年前の始新世後期プリアボニアンにあたり、ブラキヒオプスの標本が記録された最北端の土地かつブラキヒオプス・ヴィネンシスの代表的な主要産地となっている。
- アメリカ合衆国モンタナ州ホワイトリバー層

始新世後期。標本が発見されているものの公式文書に記載されておらず、現在所蔵している博物館も不明。
- アメリカ合衆国ワイオミング州
  - Flagstaff Rim ホワイトリバー層下部

歯の形状と大きさからブラキヒオプス・ヴィネンシスとされる頭頂骨と上顎骨が出土[3]。
  - Divide のホワイトリバー層ビッグサンドドローレンティル

ブラキヒオプス・ワイオミンゲンシスの下顎を欠いた単一の頭骨が発見されており、本種の模式産地である。
  - Beaver Divide から50キロメートル東方に位置するキャニオンクリークのホワイトリバー層下部

ブラキヒオプス・ヴィネンシスとされる頭蓋骨断片が出土[3]。

- アメリカ合衆国ユタ州北東部 Duchesne River 層 Lapoint 部層[3]

火山灰の放射性同位体年代測定に基づくと3974万±7万年前にあたる。
- アメリカ合衆国ニューメキシコ州
  - 北部中央部ガリステオ層 Duchesnean 区間

3800万年前のバートニアンにあたる。ブラキヒオプス・ヴィネンシスに分類された下顎の臼歯が1本発見されている[3]。
  - 西部中央部 Mariano Mesa バカ層上部

地質時代は同上。ブラキヒオピウス・ワイオミンゲンシスとされる下顎右側の小臼歯1本と大臼歯4本が発見されている。

- アメリカ合衆国テキサス州 トランスペコス Porvenir 地方

3780万±15万年前のバートニアン後期にあたる。ブラキヒオプス・ワイオミンゲンシスの化石が発見されている。

## 形態
ホロタイプ CM 12048 は1938年にエドウィン・H・コルバートにより、同程度の体格の現代のペッカリーと比較して短い鼻を持つ中型の頭骨として診断された。鼻先が短いため、眼窩後方の頭骨長は眼窩前方のものよりも比率が大きい。上顎における歯列（門歯・犬歯・小臼歯・大臼歯）を示す歯式は I3(?)-C1-P4-M3 である。コルバートは歯の形状に基づいてブラキヒオプス・ワイオミンゲンシスを Helohyus、Chaeropotamus、Achaenodon、Parahyus と比較した。ホロタイプの標本には下顎骨が保存されておらず、従って下顎の歯列は断定できない。頭骨全体の幅は広く、頭頂部には分かれた突起が存在した。さらに、頬骨弓は深く下へ広がって眼窩の裏に隠れ、他のエンテロドン科と同様に頭骨の幅が広い要因となっている。眼窩は最後方の大臼歯2つの直上に位置し、眼窩後壁が形成されていた。下顎との関節面については、関節窩は広く浅く、上顎の頬骨の歯の縫合線の近くに存在した。後頭葉の突起は小さく、頭頂部はわずかに発達していた。頭蓋底または後頭部は基底に位置したと考えられている。

## 食性
ブラキヒオプスの歯列は複雑で、門歯・巨大な犬歯・小臼歯・大臼歯が並んでおり、肉や植物を含めて多種多様な食物を摂食するために用いられていた。しかし、同様に歯が多様化していたにもかかわらずアルケオテリウムやダエオドンといったエンテロドン科の動物は食性に関する議論が数多く繰り広げられ、研究者は歯の形状に基づいて摂食に関する様々な仮説を提唱しており、根を常食とする説・ブタのような雑食性とする説・新芽を常食とする説・活発な肉食とする説が挙げられた。保存状態の良い化石から歯列の摩耗パターンと頭骨（特に顎の筋肉など）の構造を分析して Joeckel は先の仮説を吟味し、アルケオテリウムとブラキヒオプスは雑食性の可能性が高く状況に合わせて狩りと腐肉食を両立させていたと結論付けた。

## 分類と進化
ブラキヒオプスが分類されている鯨偶蹄目は、いまだ進化史の問題が解決されていない分類群である。コルバートは当初、丘状歯に類似する歯の形状から、丘状歯を持つ動物の群に分類した。後の研究でブラキヒオプスの進化的関係が再評価され、エンテロドン科の起源を代表しうる非常に基盤的なエンテロドン科と判明している。この科には漸新世のアルケオテリウムや中新世のダエオドンも含まれる。
ブラキヒオプスは1937年に命名・1938年に発表され、模式種はブラキヒオプス・ワイオミンゲンシスである。1937年にコルバートがウシ目に、1998年にエッフィンガーがイノシシ亜目に、1988年にキャロルがエンテロドン科に分類した。
2004年に Lucas と Emry によりエンテロドンとブラキヒオプスはシノニムとされたが、2007年に I・Vislobokova がエンテロドンがブラキヒオプスと異なる属であるだけではなく、よりプロエンテロドンに近縁であることを発見した。プロエンテロドンはモンゴルでわずかに古い始新世中期の地層から発見された原始的なエンテロドン科の動物であり、エンテロドンとともにプロエンテロドン亜科に配置された。

## 古環境
ブラキヒオプスの生息地はサバンナや開けた草原と推測されており、始新世のアジアや北アメリカ西部の多様な動物食性動物・植物食性動物と共存していた。